# Толстая (Белопольский район)
Толстая (укр. Товста) — село,
Толстянский сельский совет,
Белопольский район,
Сумская область,
Украина.
Код КОАТУУ — 5920688901. Население по переписи 2001 года составляло 918 человек .
Является административным центром Толстянского сельского совета, в который, кроме того, входят сёла
Грицаев и
Комарицкое.

## Географическое положение
Село Толстая находится на расстоянии в 2 км от истоков реки Бобрик.
На расстоянии в 2 км расположены сёла Грицаев и Комарицкое.
По селу протекает пересыхающий речей с запрудой.

## Происхождение названия
В некоторых документах село называют Толстое.
На территории Украины 2 населённых пункта с названием Толстая.

## История
- Село основано в последней четверти XVII века.

## Экономика
- Молочно-товарная ферма.
- «Панацея», сельскохозяйственный кооператив.
- Агрофирма «Витязь».
- «Слобожанское», ЧП.
- «Славутич», ООО.

## Объекты социальной сферы
- Детский сад.
- Школа.
- Дом культуры.